# Collendina fascipes
Collendina fascipes är en insektsart som först beskrevs av Lucien Chopard 1951.  Collendina fascipes ingår i släktet Collendina och familjen Mogoplistidae. Inga underarter finns listade i Catalogue of Life.